# Майк Гейл
Майк Гейл (на английски: Mike Gayle) е британски журналист и писател на произведения в жанровете ладлит и жанрова литература.

## Биография и творчество
Майк Гейл е роден през октомври 1970 г. в Бирмингам, Англия. Родителите му са от Ямайка. По-големият му брат е телевизионен оператор. Учи в мъжката гимназия „Lordswood Boys“. Следва социология в Солфордския университет.
След дипломирането си работи като редактор на музикален фензин и пише за рекламни листовки за музикални събития в Бирмингам. После се премества в Лондон и завършва следдипломен курс по журналистика. Работи за списание „Bliss“ и после като редактор за списание „Just Seventeen“. Като журналист на свободна практика пише за „Sunday Times“, „Гардиън“, „Таймс“, „Daily Express“, „FHM“, „More !“, „The Scotsman“ и „Top of the Pops“. През 1997 г. се посвещава на писателската си кариера.
Първият му роман „My Legendary Girlfriend“ (Моята легендарна приятелка) е издаден през 1998 г. Романът става бестселър и го прави известен.
В произведенията си пише истории, в които главни герои са млади мъже, които трябва да решават проблеми със социалните си контакти и обвързаности. Заедно с Тони Парсънс и Тим Лот, са основоположници на нов хумористичен стил наречен „ладлит“ или „менлит“, противоположност на чиклит. Книгите му са преведени на над 30 езика по света.
Майк Гейл живее със семейството си в Харбърн, предградие на Бирмингам.

## Произведения

### Самостоятелни романи
- My Legendary Girlfriend (1998)
- Mr. Commitment (1999)
Господин „Не съм свободен“, изд. „Санома Блясък България“ (2011), прев. Ралица Дудекова
- Turning Thirty (2000)
- Dinner for Two (2002)
Вечеря за двама, изд.: ИК „Бард“, София (2004), изд. „Санома Блясък България“ (2012), прев. Таня Виронова
- His 'n' Hers (2004)
- Brand New Friend (2005)
- Wish You Were Here (2007)
- The Life and Soul of the Party (2008)
- The To-do List (2009)
- The Importance of Being a Bachelor (2010)
- The Stag and Hen Weekend (2012)
- Turning Forty (2013)
- Seeing Other People (2014)
- The Hope Family Calendar (2016)
- The Man I Think I Know (2018)
- Half a World Away (2019)
- All The Lonely People (2020)
- The Museum of Ordinary People (2021)

### Серия „Бързо четене 2011“ (Quick Reads 2011)
- Men at Work (2011)

### Сборници
- 24 Stories of Hope (2018) – с Крис Брукмайър, Дейзи Бюканън, Барни Фармър, А. Л. Кенеди, Полин Мелвил, Джон Нивен, Нина Стибе, Мира Сиал, Зоуи Вендитоци, Ървайн Уелш и Мъри Лаклан Йънг